# Маюничі
Маю́ничі — село в Полицькій сільській громаді Вараського району Рівненської області України. Населення становить 127 осіб.

## Географія
Село розташоване на правому березі річки Стир.

## Історія
У 1906 році село Рафалівскої волості Луцького повіту Волинської губернії. Відстань від повітового міста 73 верст, від волості 16. Дворів 15, мешканців 171.

## Населення
За переписом населення 2001 року в селі мешкали 123 особи. 100 % населення вказали своєї рідною мовою українську мову.